# Joseph-Antoine Cerutti

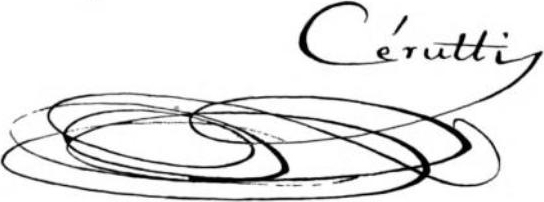
Signatura de Cérutti.

Joseph-Antoine-Joachim Cerutti,(None, 13 de juny de 1738 - París, 3 de febrer de 1792), va ser un literat i periodista francès d'origen italià.
Cerutti va arribar a França als 14 anys. Els jesuïtes, el van captar pel seu orde religiós. Aviat guanyà diversos premis literaris.
És remarcvable la seva dissertació sobre les repúbliques antigues i modernes i que erròniament va ser atribuït a Jean-Jacques Rousseau. Va publicar l'any 1762 Apologie de l'institut des Jésuites, en un moment previ a la dissolució. Cerutti va ser protegit pel rei Stanislas i per l'hereu.
Cerutti als 24 anys s'enamorà apassionadament d'una dama d'alt rang. De resultes d'això publicà Poème sur le jeu d'échecs.
El 1788, Cerutti va escriure sobre le moment polític prerevolucionari una Mémoire pour le peuple français el qual junt amb Qu'est-ce que le tiers état ? d'abbé Siéyès, va ser un dels millor acollits per l'opinió pública.
Cerutti no va formar part de l'Assemblée constituante, però va ser una de les persones escollides per Mirabeau per preparar el seu discurs. Mirabeau va ser designat per pronunciar, a l'església de Sant Eustaqui, l'elogi de Cerutti.
Cerutti va obtenir un dels llocs d'administrador del departament del Sena, a més de ser elegit per l'Assemblea nacional legislativa de la Revolució francesa.
La seva mort prematura va produir una gran impressió. Un dels carrers de París portà el seu nom encara que va ser només de manera transitòria, ja que la Restauration francesa el canvià pel nom del comte d'Artois que posteriorment es canvià pel de Lafitte.